# Ricercare
Il ricercare o ricercata è una composizione musicale strumentale del tardo rinascimento e del primo barocco.
Nella sua più comune interpretazione, si riferisce ad una forma antica di fuga di carattere serio il cui soggetto usa note di elevato valore. Tuttavia il termine ha altri significati utilizzati nel tempo in campo musicale.
Nel XVI secolo, la parola ricercare poteva essere riferita a diversi tipi di composizione. La terminologia aveva dei significati flessibili e il fatto che un compositore chiamasse una composizione strumentale toccata, canzona, fantasia o ricercare era chiaramente non questione di classificazione rigida ma una libera scelta dello stesso. I ricercari erano comunque raggruppabili in due tipi: uno di struttura prevalentemente omofonica non diversa dalla toccata; un altro realizzato a sezioni in cui ognuna di queste iniziava con una imitazione in forma di variazione. Esempi di entrambi i tipi di ricercare si trovano nella musica di Girolamo Frescobaldi. Il secondo tipo di ricercare, quello contrappuntistico imitativo, si sarebbe dimostrato storicamente il più importante e avrebbe infine dato origine alla fuga.
Questo secondo tipo dal carattere imitativo apparve alla metà del XVI secolo e si sviluppò parallelamente al mottetto con il quale divideva diverse procedure imitative. La trascrizione strumentale dei mottetti era comune in quell'epoca e molti compositori iniziarono a scrivere musica strumentale per liuto. Poiché il testo del mottetto non era più disponibile come mezzo unificante, era necessario un qualche altro metodo di organizzazione musicale: la forma della variazione si dimostrò il più flessibile e duraturo.
Durante il periodo barocco, il ricercare imitativo evolse nella fuga, così come la canzona si trasformò in sonata. Alcuni lavori che erano indistinguibili da una fuga vennero allora chiamati ricercare anche fino a Bach, con la semplice differenza che il ricercare aveva le note del tema più lunghe e un carattere più serio. Un esempio di ricercare a tre parti ed a sei parti si ha nell'Offerta musicale del 1747 di Johann Sebastian Bach.